# Rhinophylla alethina
Rhinophylla alethina is een zoogdier uit de familie van de bladneusvleermuizen van de Nieuwe Wereld (Phyllostomidae). De wetenschappelijke naam van de soort werd voor het eerst geldig gepubliceerd door Handley in 1966.

## Voorkomen
De soort komt voor in Ecuador en Colombia.